# فرودگاه شهرستان چروکی (جورجیا)
فرودگاه چروکی کانتی (جورجیا) (به انگلیسی: Cherokee County Airport (Georgia)) یک فرودگاه همگانی بهره‌برداری هوایی است که یک باند فرود آسفالت دارد و طول باند آن ۱۰۴۱ متر است. این فرودگاه در کشور ایالات متحده آمریکا قرار دارد و در ارتفاع ۳۷۲ متری از سطح دریا واقع شده‌است.